# عين الزاوية
عين الزاوية إحدى بلديات دائرة ذراع الميزان التابعة لولاية تيزي وزو.

## مواضيع ذات صلة
- بلديات ولاية تيزي وزو
- دوائر ولاية تيزي وزو